# Phytoecia pseudafricana
Phytoecia pseudafricana là một loài bọ cánh cứng trong họ Cerambycidae.